# NGC 5099
NGC 5099 este o galaxie eliptică situată în constelația Fecioara. A fost descoperită în 3 iunie 1886 de către Lewis A. Swift.